# Gryllidea
Infra-ordre
Les Gryllidea sont un infra-ordre d'insectes orthoptères du sous-ordre des Ensifères. Il correspond aux grillons au sens large.

## Liste des familles
Selon Orthoptera Species File (février 2017) :
- super-famille Grylloidea Laicharting, 1781:
  - famille † Baissogryllidae Gorochov, 1985
  - famille Gryllidae Laicharting, 1781 - les vrais grillons
  - famille Mogoplistidae Brunner von Wattenwyl, 1873 - avec le Grillon des cistes
  - famille Phalangopsidae Blanchard, 1845
  - famille † Protogryllidae Zeuner, 1937
  - famille Trigonidiidae Saussure, 1874
    - sous-famille Nemobiinae Saussure, 1877
    - sous-famille Trigonidiinae Saussure, 1874
- super-famille Gryllotalpoidea Leach, 1815:
  - famille Gryllotalpidae Leach, 1815 - les courtilières ou taupes-grillons
  - famille Myrmecophilidae Saussure, 1874 - les grillons myrmécophiles

## Référence
- Laicharting, 1781 : Verzeichniß und Beschreibung der Tyroler-Insecten. I. Theil. Käferartige Insecten. I. Band.